# Тест Філіпса-Перрона
У статистиці, тест Філіпса–Перрона (названий на честь Пітера КБ Філліпса та П'єра Перрона) використовують для перевірки нульової гіпотези про наявність одиничного кореня. Тобто він використовується в аналізі часових рядів для перевірки нульової гіпотези про те, що часовий ряд інтегровний першого порядку. Він базується на тесті Дікі – Фулера нульової гіпотези {\displaystyle \rho =1} в {\displaystyle \Delta y_{t}=(\rho -1)y_{t-1}+u_{t}\,}, де {\displaystyle \Delta } є першим оператором різниці . Як і доповнений тест Дікі – Фулера, тест Філіпса – Перрона вирішує проблему, щодо якої процес генерування даних для {\displaystyle y_{t}} може мати більш високий порядок автокореляції, ніж дозволено в тестовому рівнянні, тобто {\displaystyle y_{t-1}} -- ендогенний, а отже, t-тест Дікі – Фулера не можна застосовувати. Тоді як розширений тест Дікі-Фулера вирішує цю проблему, вводячи лаги {\displaystyle \Delta y_{t}} регресорами в тестовому рівнянні, тест Філіпса – Перрона здійснює непараметричну корекцію статистики t-тесту. Тест є надійним щодо неуточненої автокореляції та гетероскедастичності в процесі порушення рівняння тесту. 
Девідсон та Маккіннон (2004) повідомляють, що тест Філіпса–Перрона діє гірше для скінчених (малих) вибірок, ніж розширений тест Дікі-Фулера.